# Bouwsteiger

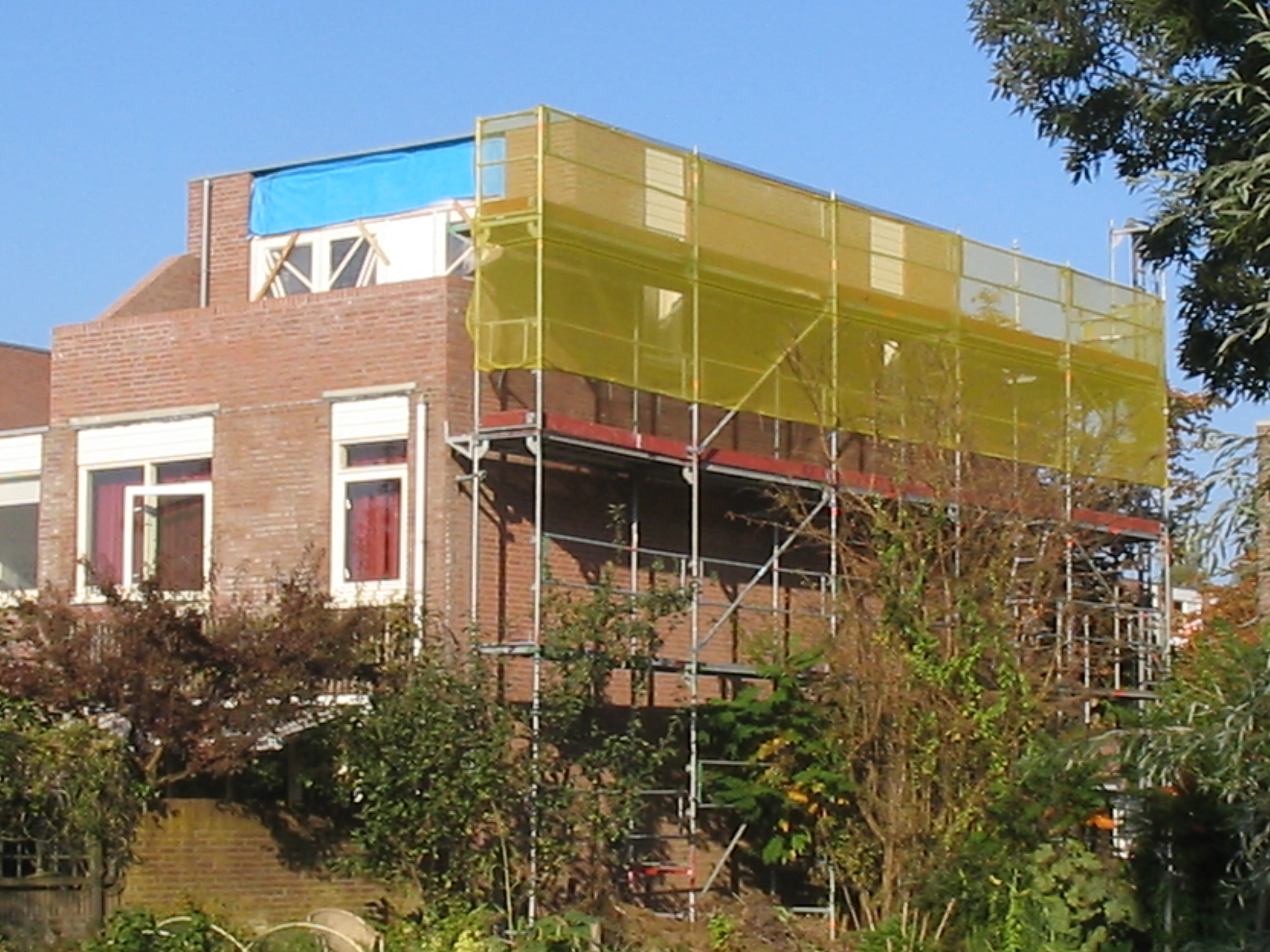
Bouwsteiger gebruikt voor de bouw van een opbouw

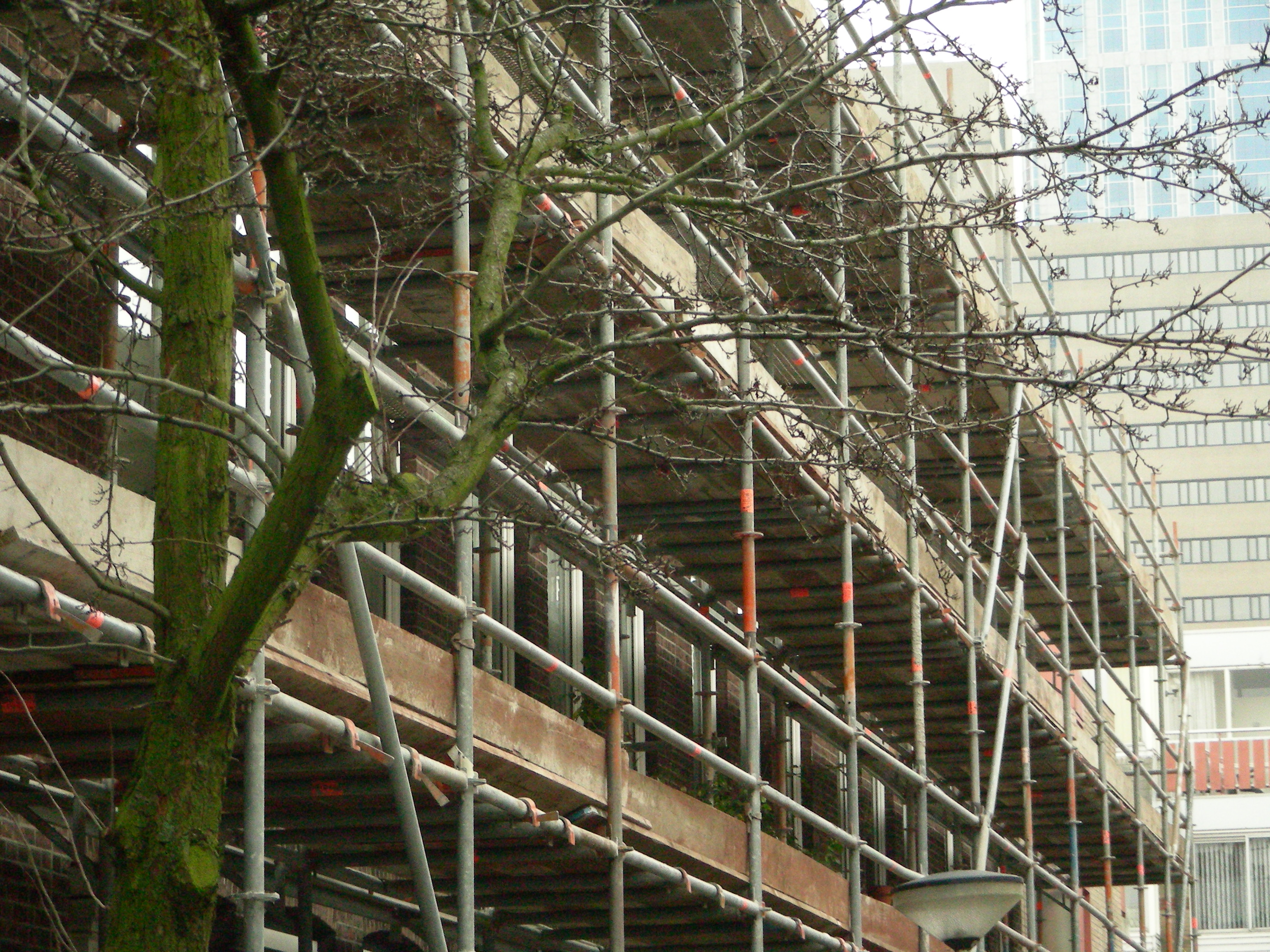
Bouwsteiger gebruikt voor renovatie met houten steigerplanken

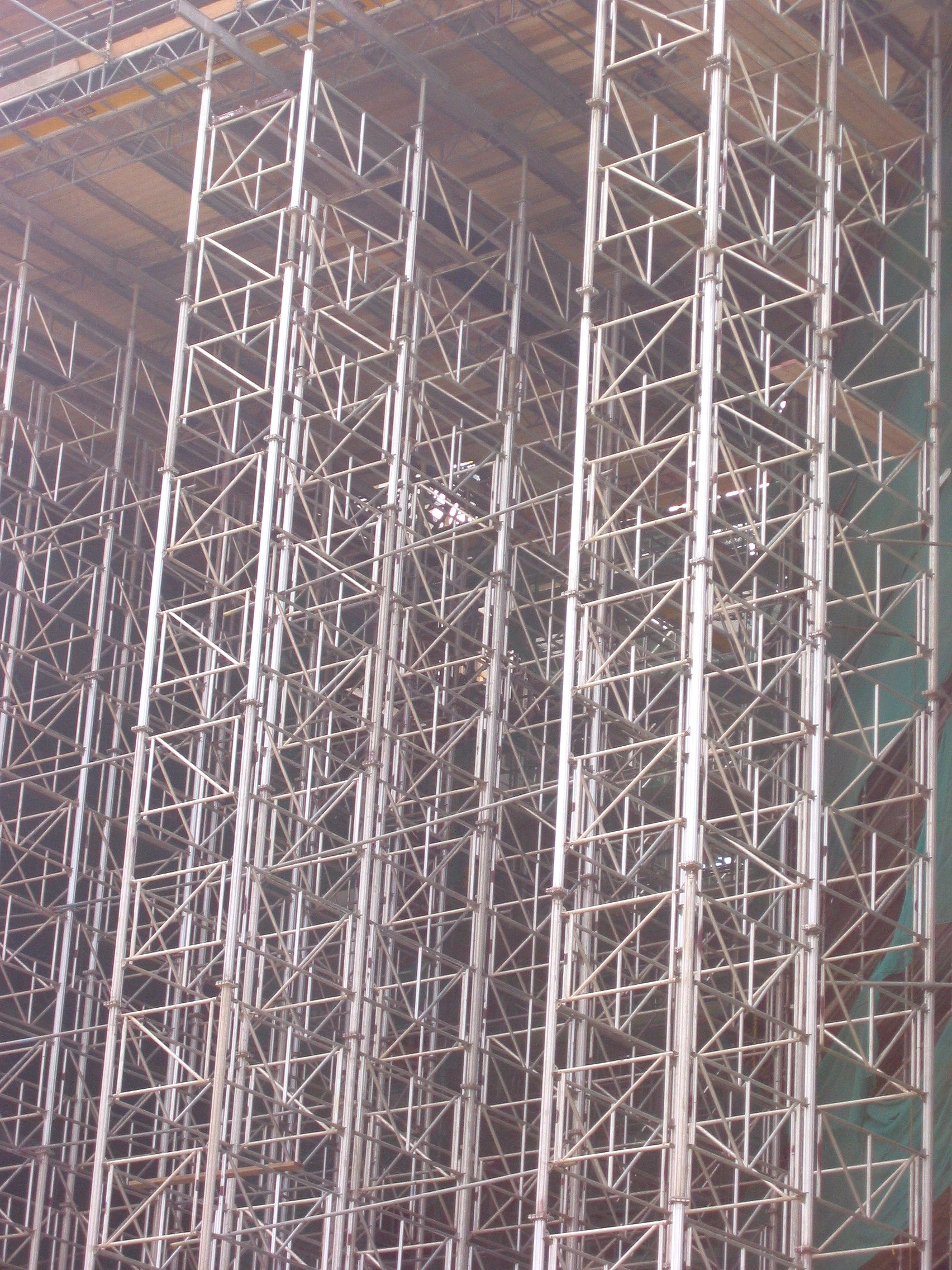
Bouwsteiger gebruikt voor ondersteuning

Een bouwsteiger of stelling is een tijdelijke constructie opgebouwd uit steigerpijpen en -planken om het mogelijk te maken te bouwen of onderhoud te plegen op plaatsen die vanaf de grond niet bereikbaar zijn. In de regel wordt een steiger voor een bouwwerk geplaatst, de steiger groeit mee naarmate het gebouw hoger wordt.
Zowel het bouwen van een steiger als het gebruik ervan is vakwerk. Bij verkeerd gebruik kan de steiger instorten, hetgeen onder andere is gebeurd bij het schoonmaken van een ketel bij de Amercentrale van Essent in Geertruidenberg in Nederland.
Systeemsteigers moeten voldoen aan de rekenkundige eisen zoals vastgelegd in de NEN 2770. Tevens is de Richtlijn Steigers van toepassing. Zie ook Veiligheid, gezondheid en milieu Checklist Aannemers (VCA).

## Typen
Er zijn verschillende typen steigers: zoals een enkele, een dubbele, hefsteiger, daksteiger, trappentorens, gevel- en metselsteigers of een rolsteiger. Een enkele of dubbele steiger kan traditioneel, met steigerpijp en losse koppelingen, maar ook als systeemsteiger uitgevoerd worden waarbij vaste maten en elementen uitgangspunt zijn. Over het algemeen wordt een systeemsteiger als dubbele steiger uitgevoerd.
Schraagsteigers worden toegepast tot maximaal circa één meter hoogte.

## Materialen
De meest toegepaste materialen zijn stalen pijpen en bijbehorende spiekoppelingen en ook aluminium steigers, deze laatste worden vooral gebruikt bij kleinschalige projecten en geringere steigerbelastingen. Aluminium is door het lichte gewicht snel te monteren en demonteren. Op de steigerpijpen worden loopplanken van hout of metaal gelegd. Vroeger werden in plaats van steigerbuizen lange palen gebruikt, waarbij de verbindingen met touw werden vastgezet.
Overigens worden ook tegenwoordig nog andere, minder moderne materialen gebruikt, met name in niet-Westerse landen. Zo is in India en Oost-Azië het gebruik van bamboestokken zeer gebruikelijk aangezien deze naast stevig ook ruim voorhanden (dus goedkoop) zijn.
Door gebruik te maken van krimpfolie of andere afschermende stoffen zoals steigergaas zorgt men ervoor dat onder alle weersomstandigheden kan worden gewerkt. Bij het bekleden met folie of steigergaas dient terdege rekening te worden gehouden met de verhoogde windbelasting op de steiger.
Tevens maakt een scherm het mogelijk de overlast voor de omgeving te beperken en voorkomt het dat afval op straat valt.

## Steigerbouwer
De bouw van steigers wordt bij grotere projecten vaak uitgevoerd door een gespecialiseerde (onder)aannemer, een zogenaamde "steigerbouwer". Typische stellingbouwers zijn Altrad, Kontrimmo en Allscaff.

## Veiligheid
Een stelling moet worden vrijgegeven vooraleer die betreden kan worden. In sommige gevallen wordt dan een  Scaftag gebruikt om aan te geven of samengestelde steigers (van diverse fabrikanten) veilig zijn om te betreden. Deze bestaat uit een witte houder met een rood STOP symbool waarin een kunststof kaart kon worden geschoven met een gele en een groene kleur. Op de gele kant werden dan de inspecties van de betreffende steiger geschreven en op de groene kant werd de steiger vrij gegeven voor gebruik. Wanneer de steiger in opbouw is, onveilig is, wordt de geel/groene kaart getrokken en verschijnt het STOP symbool, dat aangeeft dat de steiger niet betreden mag worden.

## Afbeeldingen

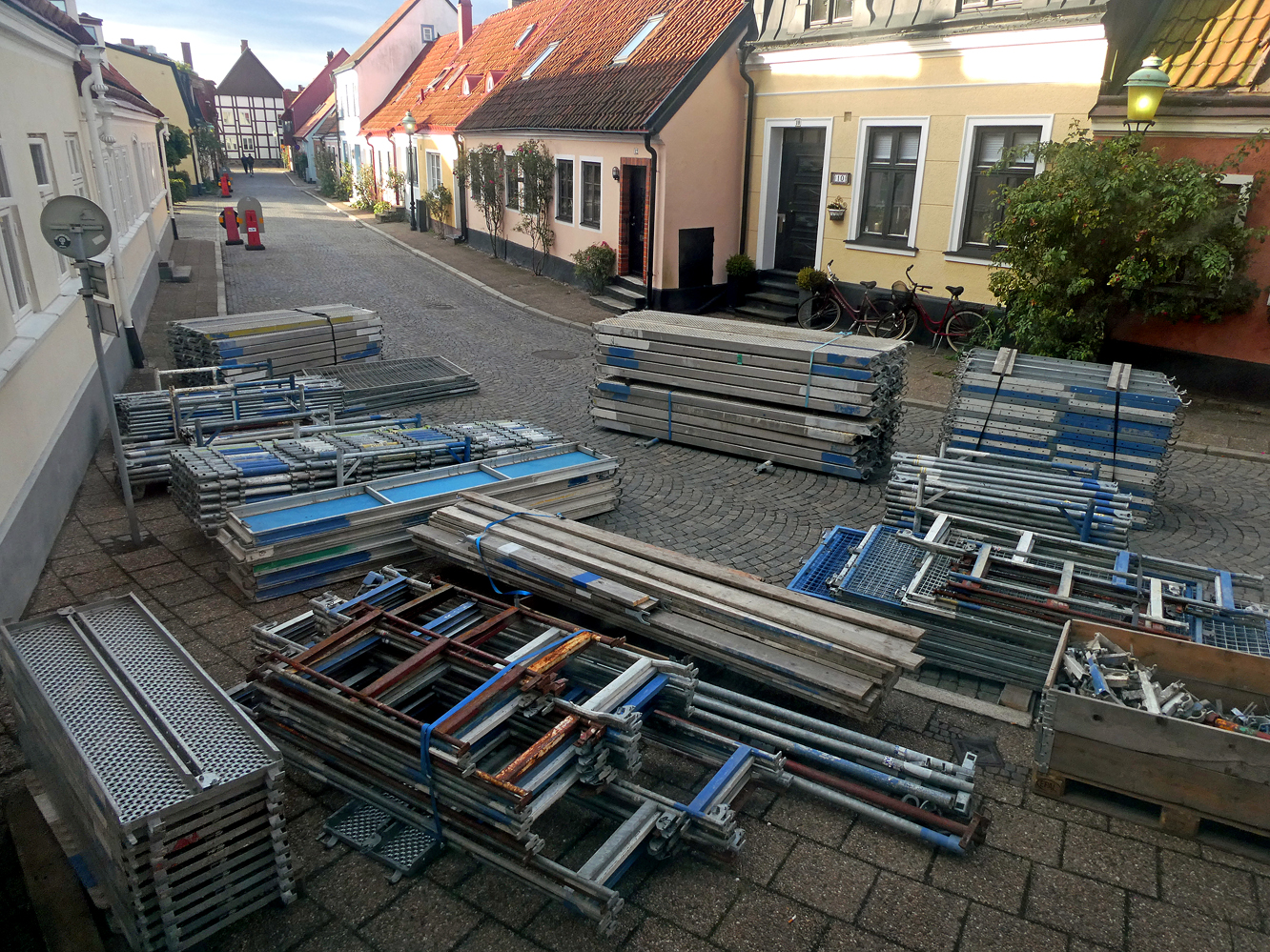
Bouwsteiger klaar om gemonteerd te worden (foto van Jonn Leffmann, 2020).
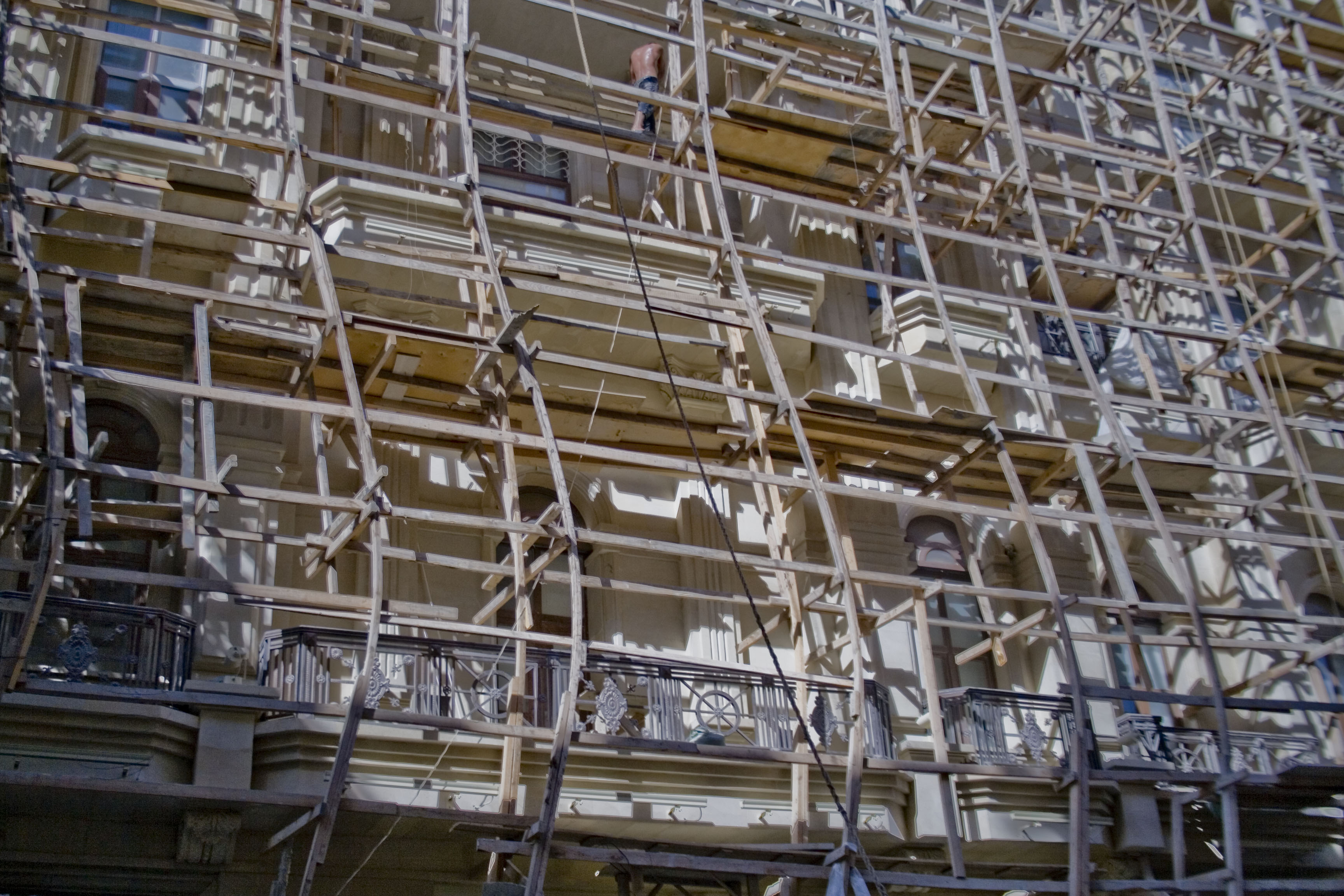
Gevaarlijk doorgezakt steigerwerk in Bakoe, Azerbeidzjan (foto van İhsan Deniz Kılıçoğlu, 2011).
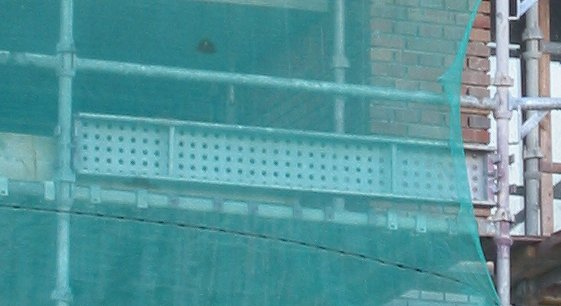
Metalen steigerplank (foto van Rasbak, 2006).
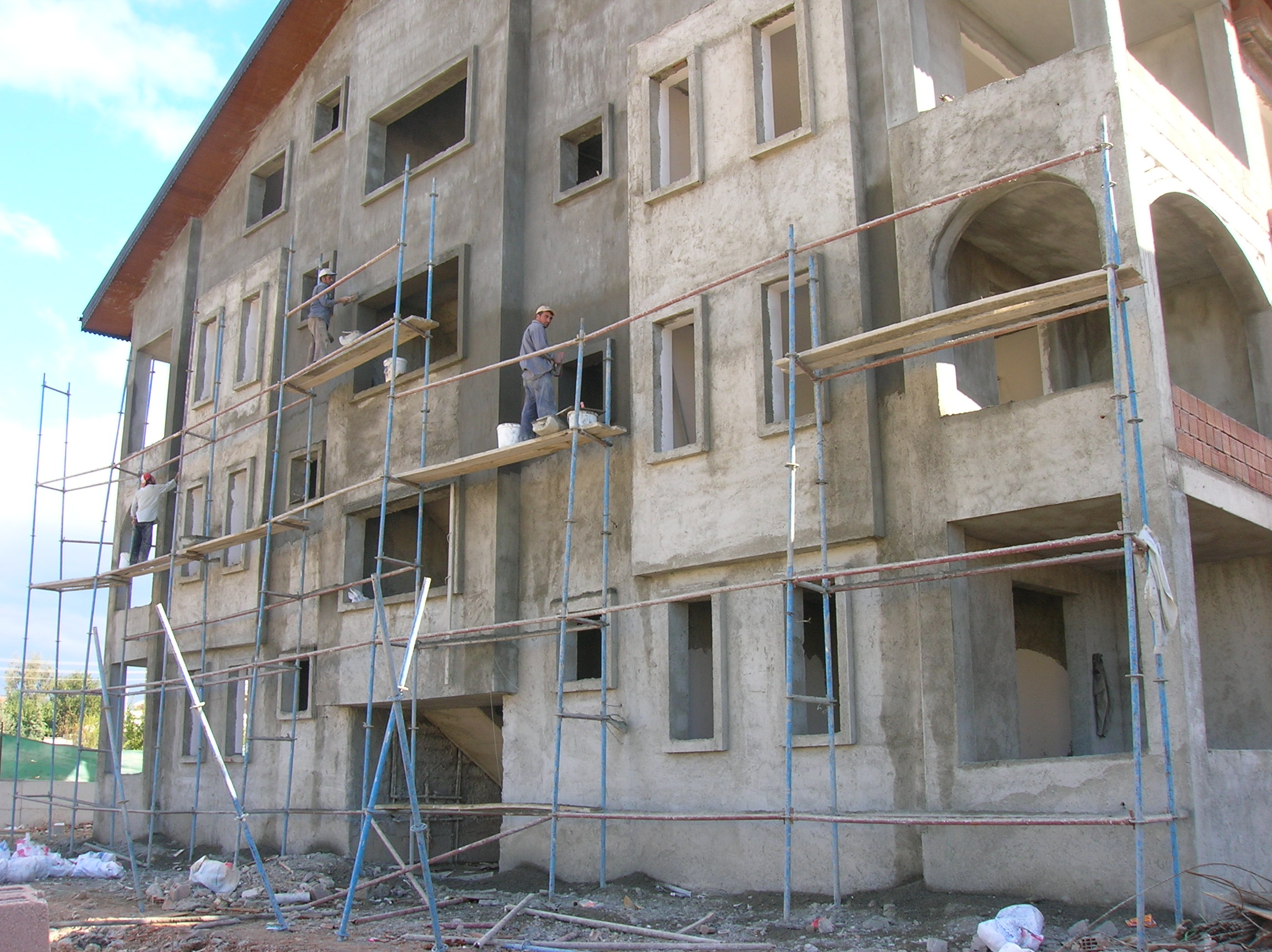
Steigerbouw in Turkije (foto van Erik1980, 2006).
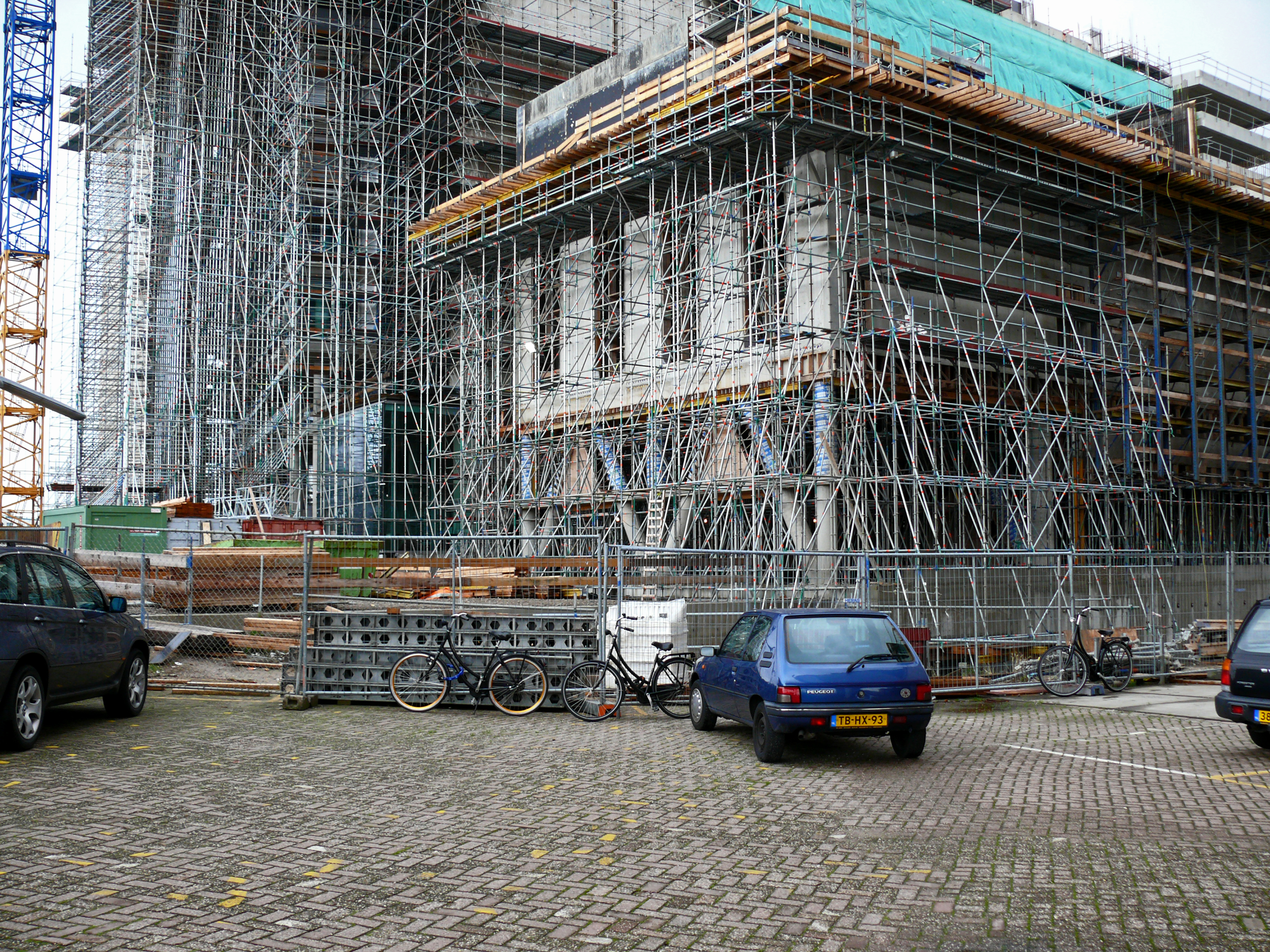
Steiger-opbouw bij OBA-bibliotheek - Oosterdok, Amsterdam (foto van Fons Heijnsbroek, 2007).
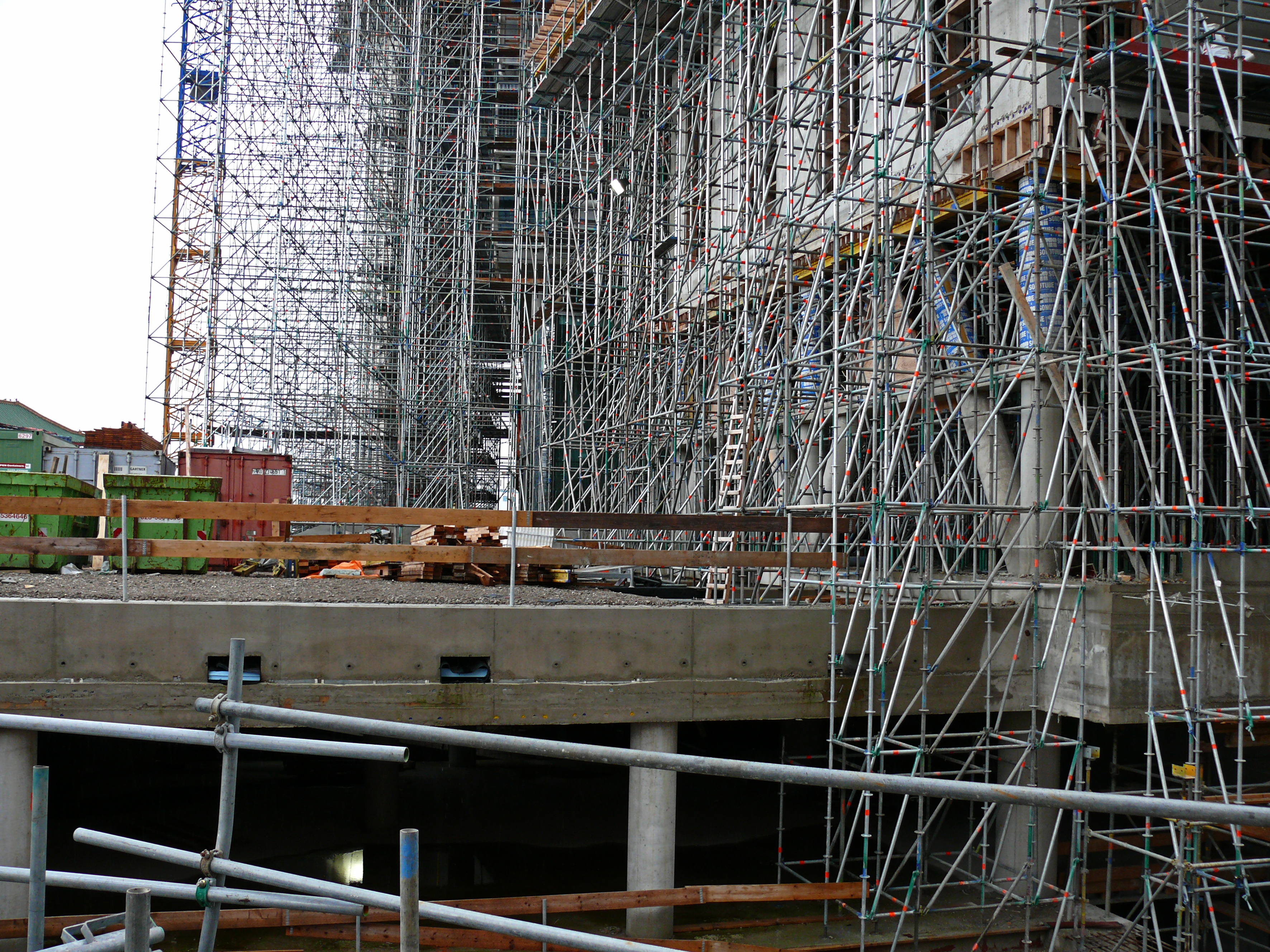
Close up van steiger-opbouw bij OBA-bibliotheek - Oosterdok, Amsterdam (foto van Fons Heijnsbroek, 2007).